# یواس‌اس سامسون (۱۸۶۰)
یواس‌اس سامسون (۱۸۶۰) (به انگلیسی: USS Samson (1860)) یک کشتی بخار بود. این کشتی در سال ۱۸۶۰ ساخته شد و در ابتدای جنگ داخلی آمریکا توسط ارتش اتحادیه در رود میسیسیپی مورد استفاده قرار گرفت.